# Controversia por trabajos forzados en la Compañía Minera Aso

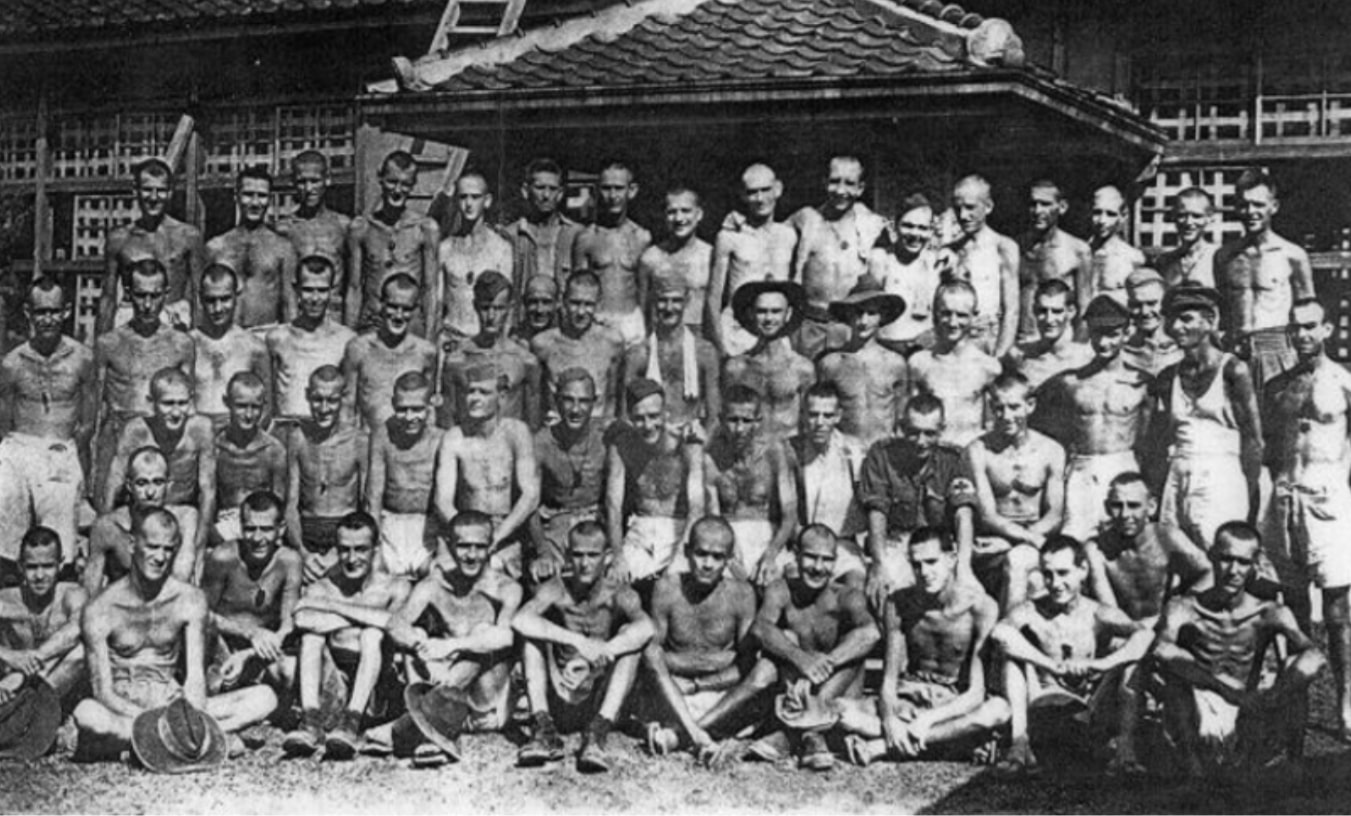
Prisioneros de guerra australianos obligados a trabajar en la compañía minera Aso, fotografiados en agosto de 1945.

La Controversia por trabajos forzados en la Compañía Minera Aso tiene su origen en el uso de soldados del bando de los aliados tomados como prisioneros de guerra y de coreanos en servicio militar como mano de obra para la Compañía Minera Aso en Japón durante la Segunda Guerra Mundial.  Trabajadores que han sobrevivido han confirmado que los prisioneros aliados y los ciudadanos coreanos en servicios militar fueron forzados en duras y brutales condiciones como esclavos y que algunos de ellos murieron, en parte por la falta de tratamiento de las enfermedades.[cita requerida].
Aunque este controvertido hecho ha sido publicado en numerosos medios occidentales, Taro Aso quien fuese primer ministro de Japón, y cuya familia directa es propietaria de la compañía, actualmente Grupo Aso. Aso se ha negado a confirmar en sucesivas ocasiones que la compañía familiar hubiese usado fuerza humana esclava hasta el año 2009 cuando el gobierno japonés hizo pública la veracidad de este hecho. 
Desde entonces, numerosos ciudadanos australianos que fueron usados como esclavos en las minas han reclamado a Aso y a la compañía Aso a disculparse, aunque ambos han rechazado ofrecer disculpas.
En febrero de 2009, Fujita anunció que había entrevistado a tres ciudadanos australianos que fueron obligados a trabajar en la Mina Aso.
Los tres confirmaron que las condiciones de trabajo en la mina eran terribles, que le eran dadas mínimas raciones de comida, y que se le daban harapos como ropa. Los tres veteranos enviaron cartas a Taro Aso pidiendo su disculpa por el trato recibido en la Mina Aso y por negar la evidencia de que fueron usados trabajadores forzados en la Mina Aso. 
Los tres también solicitaron a la compañía que le pagasen indemnizaciones por las horas trabajadas. Fujita también dijo que Aso necesitaba disculparse, y de pagarles indemnizaciones si no podía probar que se le pagase dinero, añadiendo "Como primer ministro que representa al país, Aso necesita tomar la responsabilidad por el pasado además de por el futuro."ref>Ito, Masami, "Aso Mining POWs seek redress:  Australians recount beatings, starving, rags in lieu of clothes, Japan Times, 7 de febrero de 2009, p. 1.</ref> Later that month, Aso conceded that his family's mine had used POW labor.